# Амброзія полинолиста
Амбро́зія полиноли́ста (Ambrosia artemisiifolia L.) — вид отруйних трав'янистих рослин із родини айстрових (Asteraceae). Первинний ареал — Північна Америка.
Амброзія полинолиста належить до карантинних бур'янів, які завдають великої шкоди не лише сільському господарству, але й здоров'ю людини. За життєвою стратегією — це рудерал, заселяє сади, городи, узбіччя доріг, залізничні насипи, луки, пасовища, пустирі тощо.

## Морфологія

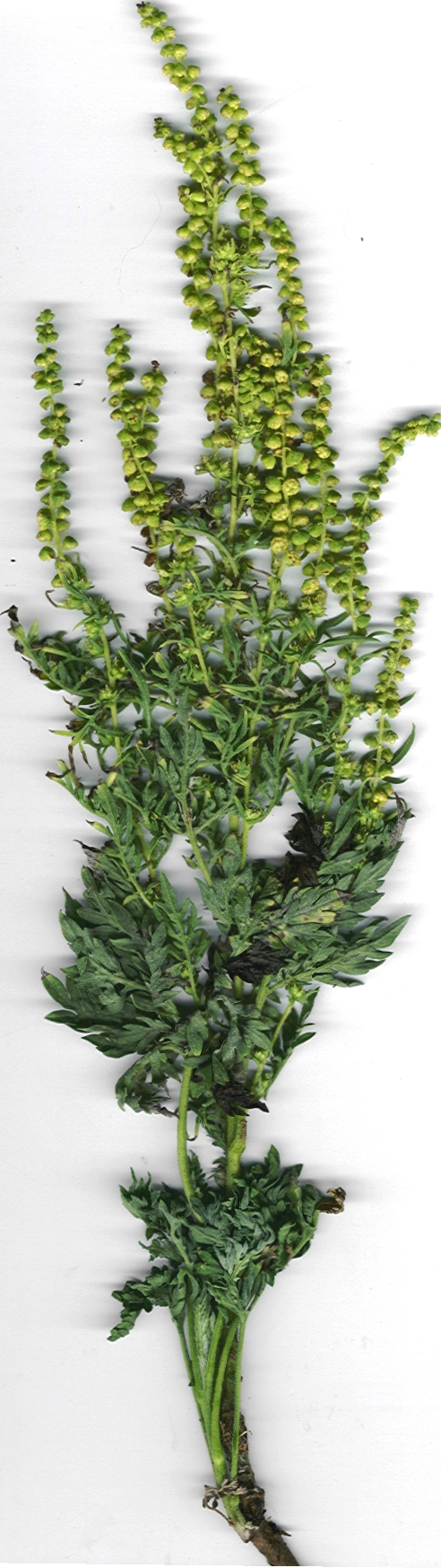
Загальний вигляд генеративної рослини амброзії полинолистої

Амброзія полинолиста — однорічна яра рослина, зовнішнім виглядом схожа на коноплю, а розмірами і формою листків нагадує полин гіркий (звідки й назва полинолиста). Стебло і листя запушені. Амброзія  — однодомна рослина, має одностатеві чоловічі квітки, зібрані в колосоподібні суцвіття на вершинах гілок, кошики з жіночими квітами розміщені в пазухах верхніх листків.
Розрізняють дві форми амброзії:
- сірувата з червонуватими стеблами і дуже запушеними суцвіттями;
- зелена, розсіяно запушена.

## Розмноження
Розмножується амброзія насінням, яке утворює у великій кількості. Добре розвинені рослини можуть давати по 30—40 тисяч насінин, а окремі екземпляри до 80—100 тисяч. Насіння зберігає схожість у ґрунті до 40 років. Надмірно висушує і виснажує ґрунти, а при великому забур'яненні культурні рослини гинуть.
Перші сходи амброзії з'являються в квітні. Цвітіння починається наприкінці липня і триває до вересня. Плодоносить бур'ян у вересні-жовтні. Насіння здатне проростати навіть у недозрілій формі, оскільки, потрапляючи в ґрунт, зберігає свою схожість протягом 20 років.

## Поширення

### Поширення в Україні
У 2005 році в Україні площа, заселена амброзією полинолистою, збільшилась на 47 178,163 га. Збільшення заражених площ відбулось в 14 областях та в АР Крим. Значно розповсюдилась в АР Крим — на 1 108,96 га, Донецькій області — на 30 362,66 га, Луганській області — 7 205,17 га, Миколаївській області — 2 671,27 га. Це було пов'язано з розширенням кордонів старих осередків та сприятливими погодними умовами.
Зменшення площі зростання рослини на 21,5 га зафіксовано лише в місті Київ.
Станом на 01.01.2008 року амброзія полинолиста зареєстрована в АР Крим та 23 областях України, крім Івано-Франківської. Загальна площа зайнята рослиною становить 1 328 377,863 га.
У 2009 році Аброзія полинолиста виявлена у м. Івано-Франківську
Розповсюджується амброзія з неочищеним насіннєвим матеріалом, шротом, транспортними засобами.

## Алергогенність
Квітковий пилок амброзії шкідливий для людини. У період цвітіння, з середини липня до настання осінніх заморозків, серед населення спостерігається алергійне захворювання амброзійний поліноз. Алергію викликають білки — антигени, які містяться в пилку амброзії. Пилок амброзії, потрапляючи у ніс, бронхи, викликає сльозотечу, порушує зір, підвищує температуру тіла, відбувається різке запалення слизових оболонок верхніх дихальних шляхів, що призводить до приступів бронхіальної астми.

## Екологія
Розвиваючи велику надземну масу, амброзія полинолиста здатна в польових умовах витісняти і пригнічувати інші бур'яни та культурні рослини. На утворення 1 тонни сухої речовини амброзії полинолистої відбирається з ґрунту 950 тонн води, удвічі більше, ніж пшеницею, утричі — ніж кукурудзою, в 4 рази — ніж сорго. При густоті до 20 рослин на квадратному метрі виноситься з ґрунту 135 кг/га азоту,40 кг/га фосфору, 157 кг/га калію, що в два-три рази більше, ніж пшеницею та кукурудзою. За середньої забур'яненості амброзією урожай соняшнику знижується на 40 %, кукурудзи — 35 %. Також росте на городах, у садах, виноградниках, луках, пасовищах, полезахисних смугах, на узбіччях доріг, відкосах залізничних шляхів, на берегах річок, ставків, зрошувальних каналів, пустирях. Коренева система за сприятливих умов може сягати вглиб до 2-4 м, що зі свого боку ускладнює боротьбу і збирання врожаю, особливо зернових.
За сприятливих умов амброзія досягає 2 метрів висоти, щільність сходів може досягти до 5—7 тис. шт., а фітомаса — до 10 тонн на гектар.
Амброзія містить алкалоїди.
Поряд з високою конкурентоздатністю і пригніченням сільськогосподарських культур амброзія полинолиста містить низку гірких речовин, які погіршують смакові якості молока і молочних продуктів при поїданні рослин коровами.

## Карантинні заходи
- категорично забороняється завезення засміченої підкарантинної продукції у вільні від бур'яну райони;
- обов'язковий карантинний догляд та лабораторна експертиза;
- при виявленні бур'яну вантаж підлягає поверненню відправникові або очищення під контролем державного фітосанітарного інспектора, та при неможливості очищення — переведення насіннєвого матеріалу в категорію зернопродуктів та переробку;
- при виявленні насіння амброзії у кормових відходах вони підлягають переробці з розмеленням часток не більше 1 мм, а малоцінні відходи знищують під контролем державного фітосанітарного інспектора шляхом спалювання чи закопування на глибину 0,5 м;
- проведення обстежень сільськогосподарських угідь на виявлення бур'яну в період вегетації;

## Заходи безпеки та боротьби із бур'яном
- перед цвітінням, у період бутонізації потрібно скошувати рослину або виривати із корінням та знищувати шляхом спалювання у спеціально визначених місцях;
- на узбіччях доріг можна застосовувати гербіциди для оприскування;
- на невеликих площах і присадибних ділянках потрібно проводити механічну боротьбу шляхом ручного прополювання і скошування в міру відростання бур'яну, а також можна використовувати натрієву і амінну сіль (2-3 кг/га) в суміші з аміачною селітрою (10 кг/га) чи сульфатом амонію.

## Лікувальні властивості
- Поряд з вище наведеним, корінь амброзії використовують в народній медицині.